# Conifaber yasi
Conifaber yasi is een spinnensoort in de taxonomische indeling van de wielwebkaardespinnen (Uloboridae).
Het dier behoort tot het geslacht Conifaber. De wetenschappelijke naam van de soort werd voor het eerst geldig gepubliceerd in 2004 door Cristian J. Grismado.